# News International

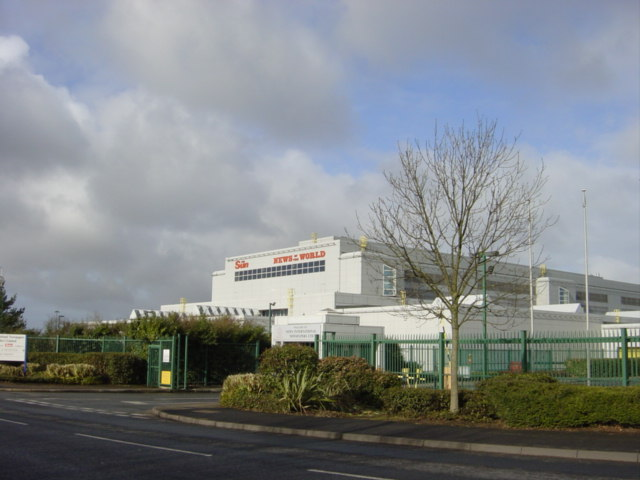
News International al Knowsley Industrial Park.

News International Ltd és una empresa britànica de mitjans impresos, propietat de la News Corporation de Rupert Murdoch. Fins al juny de 2002, s'anomenava News International plc.
Els títols essencials de la companyia són publicats per tres filials, Times Newspapers Ltd, News Group Newspapers i NI Free Newspapers Limited. Aquests diaris van ser escrits fins a l'any 2010 en un lloc gran a Wapping, a l'est de Londres, prop de Tower Hill, que li va valer el sobrenom de «Fortalesa de Wapping», després d'una disputa feroç amb el sindicat a què la mà d'obra havia pertangut prèviament. La impressió dels diaris ara es realitza en Broxbourne, Knowsley i Lanarkshire (la premsa rotativa més gran i més ràpida al món).
Entre 1987 i 1995, News International, a través de la seva filial News (UK) Ltd, va tenir la propietat de Today, el primer diari nacional del Regne Unit imprès en color. Tots els diaris de News International (amb l'excepció de The London Paper, llançat el 2006) van ser fundades per altres propietaris, en alguns casos centenars d'anys enrere.
L'octubre de 2005, News International va vendre TSL Education, editors del Times Educational Supplemen i altres títols educatius, per 235£ milions. The Times Literary Supplement, que anteriorment formava part de TSL Education, ha estat retinguda per News International, com a part d'aquest acord. Darwin Ltd, que s'havia fet càrrec de l'empresa, va continuar produint el mateix producte.
Tower Hamlets ha donat permís per a la remodelació de l'edifici principal de la News International a Wapping. El complex donarà lloc per primera vegada a una seu conjunta per a News International, HarperCollins, Dow Jones, Fox i negocis relacionats, i ajudarà a regenerar el barri de Wapping.
El seu principal competidor és l'Associated Newspapers, que al seu torn és propietat de Daily Mail i General Trust.